# Bundesautobahn 226
La Bundesautobahn 226 (letteralmente: "autostrada federale 226") è una breve autostrada che corre nella parte nord della Germania con un percorso dalla lunghezza di 4 km che si dirama dalla A 1 e funge da tangenziale nord di Lubecca nello Schleswig-Holstein.

## Percorso
| A 226 |           |                       |     |                |                |
| Tipo  | n° uscita | Indicazione           | km  | Corrispondenze | Strada europea |
|       | 1         | Dreieck Bad Schwartau | 0,8 |                |                |
|       | 2         | Lubeck Danishburg     | 2,0 |                |                |
|       | 3         | Lubeck siems          | 5,0 |                |                |